# Leptixys deserti
Leptixys deserti är en stekelart som beskrevs av Henry Keith Townes, Jr. 1969. Leptixys deserti ingår i släktet Leptixys och familjen brokparasitsteklar. Inga underarter finns listade i Catalogue of Life.